# JoWooD Productions
JoWooD Productions Software AG (korter: JoWooD Productions) is een Oostenrijks computerspelbedrijf, opgericht in 1995, dat voornamelijk computerspellen uitgeeft. Het brak in 1997 door met het door henzelf ontwikkelde Transport Giant. In 2000 werd voor een financiële basis gezorgd om internationale groei mogelijk te maken. Inmiddels is het bedrijf uitgegroeid tot een van de belangrijkste uitgevers in het Duitstalig gebied. De firma geeft spellen uit in allerlei genres, zoals strategie, simulatie, actie en sport. Ook werkt het samen met ondernemingen als Microsoft en Ravensburger.

## Spellen
JoWooD Productions heeft de volgende spellen uitgegeven:
Voor de PC:
- 1914: The Great War
- Against Rome
- Alien Nations
- AquaNox
- AquaNox 2: Revelation
- Archangel
- Arx Fatalis
- Beam Breakers
- Burntime
- Car Tycoon
- Chaser
- Cold Zero
- Cultures 2
- Etherlords
- Europa 1400
- Europa 1400: The Guild
- Far West (spel)
- Fate of Hellas
- Future Tactics: The Uprising
- Gorasul: The Legacy of the Dragon
- Gorky Zero: Beyond Honor
- Gothic 2
- Gothic 3
- Gothic 4: Arcania
- The Guild 2
- HARD TRUCK II King of the Road
- Hotel Giant
- Ice Hockey Manager
- Industry Giant
- Industry Giant II
- Industry Giant II: 1980 - 2020
- ITCH!
- Jack Orlando
- K. Hawk: Survival Instinct

- Kao: Round 2
- Keep The Balance!
- King of the Road
- Majestic Chess
- Mayday
- Neighbours from Hell
- Neighbours from Hell 2: On Vacation
- Panzer Elite Action
- Panzer Elite Action: Dunes of War
- Panzer Elite Special Edition
- Pusher
- Railroad Pioneer
- Rally Trophy
- Rim Battle Planets
- Silent Storm
- Silent Storm: Sentinels
- Ski Racing 2005
- Ski Racing 2006
- Soccer Manager
- Soccer Manager Pro
- Söldner: Marine Corps
- Söldner: Secret Wars
- Spellforce: Shadow of the Phoenix
- SpellForce: The Order of Dawn
- SpellForce: The Breath of Winter
- SpellForce 2: Shadow Wars
- S.W.I.N.E.
- Thandor
- The Nations
- The Sting!
- ThinkX

- Torque Savage Roads
- Traffic Giant
- Transport Giant
- Transport Giant: Down Under
- Wildlife Park
- Wildlife Park: Wild Creatures
- World War III
- Yetisports Deluxe
- Yetisports: Arctic Adventures
- Zax: The Alien Hunter

Voor de PlayStation 2:
- Future Tactics
- Kao: Round 2
- Legend of Kay
- Ski Racing 2005
- Ski Racing 2006
- Yetisports: Arctic Adventures

Voor de Xbox:
- Future Tactics
- Kao: Round 2
- Neighbours from Hell Console
- Ski Racing 2005
- Ski Racing 2006

Voor de GameCube:
- Future Tactics
- Kao: Round 2
- Neighbours from Hell Console

Voor de Game Boy Color:
- SantaClaus Jr.
- The Nations